# Ahačič
Ahačič je priimek v Sloveniji, ki ga je po podatkih Statističnega urada Republike Slovenije na dan 1. januarja 2010 uporabljalo 316 oseb in je med vsemi priimki po pogostosti uporabe uvrščen na 1.212. mesto.

## Znani nosilci priimka
- Anže Ahačič (*1986), hokejist
- David Ahačič, knjižni urednik založbe Družina
- Draga Ahačič (1924–2022), gledališka igralka, režiserka, pedagoginja, publicistka, prevajalka
- Franc Ahačič (1867–1928), podjetnik, prvi slovenski župan v Tržiču
- Franc Ahačič (1903–1980), čevljar in glasbenik (citrar, zborovodja) v Tržiču
- Ivan Ahačič - "Fogl", pevec
- Janez Ahačič (1930–1990)?, arhitekt
- Janez Ahačič, cerkveni zborovodja, vodič romarjev v Medžugorje
- Janja Ahačič, zdravnica
- Josipina (Fini) Grosman (r. Ahačič) (1908–1980), pravnica, odvetnica
- Kajetan Ahačič (1824–1873) industrialec (podjetnik)
- Karel Ahačič (1928–2014), glasbenik
- Konči Ahačič (1894–?), mladinska pisateljica, ilustratorka
- Kozma Ahačič (1895–1979), podjetnik
- Kozma Ahačič (1925–?), metalurg
- Kozma Ahačič (*1976), jezikoslovec in literarni zgodovinar
- Marija Ahačič - Konči ? (1902/04–1984),  mladinska pisateljica, ilustratorka ?
- Marija Ahačič Pollak (*1937), pevka, besedilopiska, skladateljica, kulturna delavka, radijska urednica
- Rudolf Ahačič - Martinčkov, glasbenik pedagog, godbenik, multiinstrumetnalist (kitarist...)
- Tjaša Teropšič Ahačič, pevka
- Tomaž Ahačič - "Fogl" (1969–2016), pevec
- Urška Ahačič Pogačnik, mag. gozdarstva, direktorica Inšpekcije za gozdarstvo RS

- Viktor Ahačič, sodnik v Noven mestu, oče Josipine (Fini) Ahačič, por. Grosman
- Vital Ahačič (1933–1995), harmonikar, aranžer